# Illes Shengsi
Les illes Shengsi (xinès tradicional: 嵊泗列島, xinès simplificat: 嵊泗列岛, pinyin: Shèngsìlièdǎo), de vegades traduït com arxipèlag Shengsi, són geogràficament un grup d'illes que formen part de l'arxipèlag Zhoushan, situades a la badia de Hangzhou, enfront de la desembocadura del riu Iang-Tsé. Comprenen 394 illes, cadascuna amb una superfície major de 500 m², però de les quals només 18 estan habitades. L'illa més gran és Sijiao (泗礁山Sìjiāoshān) amb una superfície de 21,2 km².
L'àrea pertany al comtat de Shengsi (嵊泗县 Shèngsìxiàn) a la ciutat-prefectura de Zhoushan (舟山地区 Zhoushan dìqū). Les illes tenen un clima subtropical, amb temperatura mitjana anual de 15,8 ° C. La zona també és notable com a destinació turística i zona de pesca que atrau més de 100.000 pescadors cada hivern.